# Kazuhiko Hasegawa
Kazuhiko Hasegawa (長谷川和彦, Hasegawa Kazuhiko), né le 5 janvier 1946, est un réalisateur et scénariste japonais.

## Biographie
Après quelques années passées à la Nikkatsu comme assistant réalisateur et comme scénariste pour des réalisateurs de roman-porno comme Chūsei Sone et Tatsumi Kumashiro, Kazuhiko Hasegawa passe une première fois à la réalisation en 1976 avec Le Meurtrier de la jeunesse, produit par ATG, un film sombre sur un jeune homme qui assassine ses parents. Il revient à la réalisation trois ans plus tard avec L'Homme qui a volé le soleil, produit par Kitty Films et distribué par la Tōhō cette fois-ci, et dans lequel un scientifique excentrique construit une bombe atomique et fait chanter le gouvernement.
Les deux films réalisés par Kazuhiko Hasegawa font partie des plus sombres et des plus critiques envers la société japonaise sortis dans les années 1970. Ils lui valent de nombreuses récompenses.

## Filmographie

### Réalisateur
- 1976 : Le Meurtrier de la jeunesse (青春の殺人者, Seishun no satsujinsha?)[2]
- 1979 : L'Homme qui a volé le soleil (太陽を盗んだ男, Taiyō o nusunda otoko?)[3]

### Scénariste
- 1972 : Seitō nezumi kozo (性盗ねずみ小僧?) de Chūsei Sone
- 1973 : Nureta koya o hashire (濡れた荒野を走れ?) de Yukihiro Sawada
- 1974 : Bitterness of Youth (青春の蹉跌, Seishun no satetsu?) de Tatsumi Kumashiro
- 1974 : Evening Primrose (宵待草, Yoi-machi-gusa?) de Tatsumi Kumashiro
- 1979 : L'Homme qui a volé le soleil (太陽を盗んだ男, Taiyō o nusunda otoko?)

### Producteur exécutif
- 1984 : The Crazy Family (逆噴射家族, Gyakufunsha kazoku?) de Sogo Ishii

### Acteur
- 1991 : Yumeji (en) (夢二, Yumeji?) de Seijun Suzuki : Onimatsu

## Distinctions
Sauf indication contraire, les informations mentionnées dans cette section peuvent être confirmées par la base de données cinématographiques IMDb,  présente dans la section « Liens externes ».

### Récompenses
- 1977 : prix Kinema Junpō du meilleur film et du meilleur réalisateur pour Le Meurtrier de la jeunesse[4]
- 1977 : Âge d'or pour Le Meurtrier de la jeunesse[5]
- 1979 : Hōchi Film Award du meilleur film pour L'Homme qui a volé le soleil[6]
- 1980 : prix Kinema Junpō des lecteurs du meilleur film pour L'Homme qui a volé le soleil[4]
- 1980 : prix Mainichi du meilleur réalisateur pour L'Homme qui a volé le soleil[7]
- 1980 : prix du meilleur réalisateur au festival du film de Yokohama pour L'Homme qui a volé le soleil[8]

### Sélection
- 1980 : prix du meilleur réalisateur pour L'Homme qui a volé le soleil aux Japan Academy Prize[9]